# Nathalie Djurberg
Ariélle Eva Nathalie Djurberg, född 2 januari 1978, är en svensk konstnär.
Nathalie Djurberg är uppvuxen i Lysekil och utbildad på Hovedskous Målarskola i Göteborg åren 1995–97 samt Malmö Konsthögskola 1997–2002. Hon blev Becker-stipendiat 2006 och ställde samtidigt ut på Färgfabriken i Stockholm. År 2007 erhöll hon Anna Nordlander-priset och 2008 Carnegie Art Award-stipendiet för unga konstnärer. År 2009 fick hon Guldlejonet för bästa unga konstnär på Venedigbiennalen.
Nathalie Djurberg arbetar med leranimationer, vars inslag ofta har en sexuell eller mörk prägel. Djurberg använder sig ofta av dessa inslag för att våldet och det sexuella är det som är starkast fysiskt och lättast att ta på. Lerfigurerna i Djurbergs filmer är ofta gjorda av plastellina, och påminner om de figurer som syntes mycket i barnprogram under 1970- och 80-talen. Lerfigurerna utsätts ofta för övervåld men reser sig sedan för att ge tillbaka på förövaren. Musiken i Djurbergs familjer skapas av hennes kollega Hans Berg. I november 2020 såldes skulpturen Crocodile, Egg, Man  ur Djurbergs projekt "The Black Pot" med Berg för 16,3 miljoner SEK, en rekordsumma för ett samtida svenskt konstverk.
Sedan 2021 bor och arbetar hon i Alingsås.  Djurberg finns representerad vid Göteborgs konstmuseum och Moderna museet.
År 2013 fick Djurberg Sten A Olssons kulturstipendium.

## Utställningar (urval)
- 2005 – Den 1:a på Moderna, Moderna museet, Stockholm (Sverige)
- 2006 – Zach Feuer Gallery, New York (USA)
- 2007 – Denn es ist schön zu leben Kunsthalle Wien, Wien, (Österrike)
- 2008 – Eklips — Konst i en mörk tid, Moderna museet, Stockholm (Sverige)
- 2009 – Hands On! Format i lera, Dunkers kulturhus, Helsingborg (Sverige)
- 2010 – 11 leranimationer, Kristianstads konsthall (Sverige)
- 2010 – kestnergesellschaft, Hannover (Tyskland)
- 2011 – World of glass- Camden Art Centre, London (Storbritannien)
- 2011 – Walker Art Center, Minneapolis (USA)
- 2012 – CCC Strozzina, Firenze (Italien)
- 2025 – HAS - Helix Art Space, Stockholm (Sweden)